# 乾和三
乾 和三（いぬい かずみつ）は、安土桃山時代から江戸時代前期にかけての武将。土佐藩家老。家格は知行4,500石。

## 生涯
永禄5年（1562年）、織田信長の家臣・乾和宜の三男として美濃国に生まれる。幼名は猪之助（いのすけ）。字は又左衛門、また将監と称し、のちに山内備後と改めた。
天正6年（1578年）、織田氏の家臣・山内一豊の播磨国三木城に出陣の際に、兄・和信と共に一豊に仕える。同13年（1585年）、主君・一豊が近江国長浜城主となると、これに従った。
天正13年11月29日（1586年1月18日）、天正地震によって兄・和信が死去すると、幼少であった兄の遺児・勝益、勝次に代わり、兄の家老職を継いで近江長浜藩の家老となり、翌14年9月2日（1586年10月14日）に近江坂田郡榎木村に采地300石を賜った。なお、この家老職の継承は乾勝益らが成年するまでの一時的なものになる予定であったが、その後の和三の活躍が著しく、関ヶ原の戦い以降には徳川家康からも一目を置かれる存在となったため、和三の子孫が代々家老職を相続することになった。天正18年10月7日（1590年11月4日）、主君・一豊の遠江国掛川移封に伴い、遠江榛原郡・佐野郡・磐田郡の内に采地1,300石を賜った。この時、旧武田家臣である板垣信憲の嫡男・正信の召抱えを推挙し、正信は榛原郡勝間田の麻生村136石の知行を与えられた。（その後、正信は土佐入領に際し1,000石に加増されている）
慶長5年（1600年）、会津征伐に出陣し、そのまま関ヶ原の戦いに参陣する。戦後、その功績により主君・一豊が土佐へ封入されると、翌6年（1601年）に土佐で4,500石（長岡郡国分村360余石、比江村250余石、植田村400余石など）を賜い、「山内」の姓と与力11人を付与せられ、侍組付支配（侍組頭）を仰せ付けられた。この時、御本陣左一番中老・御簱母衣支配などを仰せ付けられている。
正室として野中権之進良平の娘（母は山内一豊の妹・合姫）・「通宇（つう）」を娶るが子は無く、後妻として千利休の親族である泉州堺の渡辺与兵衛常有の娘・梅子を娶り、三男一女が生まれた。
その後、江戸幕府による天下普請の御用（江戸城、駿府城、丹波篠山城）を勤め、特に慶長11年（1606年）の江戸城の普請の際に徳川家康より羽織を賜っている。同18年（1613年）には江戸勤め仰せ付けられ、慶長19年2月22日（1614年4月1日）、2代将軍・徳川秀忠への御目見えを仰せ付けられる。同年の大坂の陣の際には、主君・山内忠義より江戸表の御勤めを仰せ付けられる。元和2年（1616年）、徳川家康の薨去にあたり、使者を仰せ付けられたが、病気につき上方にて役儀を免除された。
一方で、土佐の統治にも活躍した。幕府による元和の一国一城令に際して土佐領内の城郭破却を行う。元和7年（1621年）、江戸表にて主君・忠義の諮問に答えて奉行職として藩政の刷新を図り、翌8年（1622年）、忠義の命を奉じて、野中直継、寺村淡路、深尾重忠らと共に土佐領内の仕置を定めた。また、和三は知行地の長岡郡比江にある天台宗の寺院・観音寺を寛永2年（1625年）に禅宗に改めさせ、曹洞宗・古峯山乾流寺（現・永源寺）として開基し、乾氏の菩提寺とした。なお、この寺は宝永5年（1708年）の焼失による復興に際して永源寺に改名し、明治4年（1871年）に廃藩置県により一時廃寺となるが、同6年（1873年）に再興された。
寛永2年8月（1625年9月）、病気に付き山内忠義の御尋の御書を下し置かれ、同5年に病気に依って隠居仰せ付けられる。寛永10年1月12日（1633年2月20日）に死去。自ら建立した乾流寺に葬られた。乾の大墓として知られる墓石には「乾氏前備州太守兼左金吾字和三法諡古峯山永源居士」と刻まれている。

## 逸話

### 幼名
和三の幼名「猪之助（いのすけ）」は、山内一豊の通称「猪右衛門」より一字を賜ったもので、「猪」は「猪突猛進」や「猪武者」などに通じる勇猛な武者の意で、和三は一豊の膝下にて常に扈従し「殿（猪右衛門）の助けとなるよう」働くようにとの言葉によるもの。幕末の板垣退助は、乾和三家とは本来は別流の乾氏（乾正信の子孫）であるが、先祖が姻族関係にあり、乾和三の子孫にあたる。和三の幼名を賜って板垣退助は幼少の頃「乾猪之助」と名乗っていた。そもそも板垣正信に「乾」の姓を与え乾正信と名乗らせたのは山内家家老山内備後守こと和三である。

### 乾の大墓
和三・乾和成・山内信勝・乾信和の4代に亘る墓は巨大で「乾の大墓」と呼ばれ、土佐藩主の墓より大きい。わざわざ摂津国から船で取り寄せられた巨石が使われている。

### ひろめ市場
高知城下の現在ひろめ市場となっている場所に乾和三の屋敷があった。

## 系譜
- 祖父：乾重頼
- 父：乾和宜、織田信長家臣
  - 長兄：和信
    - 甥：勝益
    - 甥：勝次

  - 次兄：宜光
  - 本人：乾和三
  - 前妻：野中権之進良平[9] の女[10]（俗名 通宇）
  - 後妻：渡辺常有（与兵衛）の女・梅子（1585年 - 1653年[11]）- 泉州堺の人。千利休の親族[12]。法名智相院圓光妙徳大姉。
    - 長男：山内和成
    - 長男の妻：深尾重忠の三女
      - 孫（長男）：山内信勝
      - 孫の妻：土佐藩主山内忠義の二女・佐与姫（生母は寿性院）
        - 曾孫：乾信和
          - 玄孫：乾和好

      - 孫（二男）：乾和充（中老職）

    - 二男：板坂永政、板坂馬左衛門利正の養子となる
    - 三男：乾三蔵

## 補註
1. ↑  墓石に「享年七十二歳（満七十一歳）」と刻まれているものから逆算（墓石写真参照）
2. 1 2 3 4  『御侍中先祖書系圖牒』乾和三の項より
3. 1 2  『御侍中先祖書系圖牒』乾正信の項より
4. ↑  『南路志』第50巻より
5. ↑  『土佐藩家老物語』
6. ↑  『土岐・乾系譜』より
7. ↑  野中兼山の養父にあたる。
8. ↑  「乾和三 - 乾和成 - 乾信勝 - 乾信宜 - 安積祥任の妻 - 乾直建の妻 - 乾正聰 - 乾信武 - 乾正成 - 板垣退助」とつながる。
9. ↑  野中兼山の祖父にあたる。
10. ↑  山内一豊の妹「お合」の娘にあたる。
11. ↑  野中氏女に子は無く、和三の子は総て梅子の産んだ子である。
12. ↑  『阿波千家 阿波の名跡 千道安・塩屋・魚屋の研究』豊田宗著、1977年1月25日